# Instituto Estadual de Artes Visuais
Instituto Estadual de Artes Visuais, IEAVi, é um instituto brasileiro, vinculado à Secretaria de Estado da Cultura do Rio Grande do Sul.
Foi criado em 1990 e tem a função de coordenar ações relacionadas às artes visuais, promovidas pelo governo estadual, estando atualmente sediado na Casa de Cultura Mario Quintana.
Tem como objetivo a ampliação do circuito da divulgação do objeto artístico e o incentivo à manifestação de novos talentos, bem como a pesquisa e documentação das artes visuais no Rio Grande do Sul. Também busca promover intercâmbios com outros centros culturais brasileiros e do exterior. 
Entre 1991 e 1993 promoveu o Ciclo Arte Brasileira Contemporânea e realizou exposições individuais de Carlos Fajardo, Carlos Vergara, Dudi Maia Rosa, Jac Leirner, Iole de Freitas, Karin Lambrecht, Marco Gianotti, Nuno Ramos e Vera Chaves Barcellos. Em 2012, lançou o 1º Prêmio IEAVi - Incentivo à produção de Artes Visuais.